# Pablo Bartolucci
 Juan Pablo Bartolucci (Buenos Aires, Argentina, 9 de julio de 1902 - 4 de marzo de 1975) fue un futbolista argentino que se desempeñaba como mediocampista. Fue uno de los pioneros en emplear la famosa jugada palomita.
Fue un crack de los años 1920. Tapa de revistas, jugador de Selección. Creó un modo de cabecear que hoy recorre el mundo. También fue impulsor de los derechos del futbolista como trabajador.

## Historia
Bartolucci inició su carrera en el Sportivo Buenos Aires, participando en la Primera División de 1924 organizada por la Asociación Amateurs de Football.
En 1925 se trasladó a Huracán, consagrándose campeón y participando en las dos últimas ediciones de la máxima categoría de la AAF. Durante la temporada de 1926 jugó tanto en Huracán como en Sportivo Buenos Aires, dado el reglamento que permitía la militancia en dos clubes diferentes, siempre y cuando pertenecieran a dos federaciones distintas.
Junto a su compañero Hugo Settis, fue uno de los jugadores sancionados por las protestas contra la Ley Candado, que impedía la libre cesión de jugadores, vinculándolos a la voluntad de los clubes. Tuvo un papel destacado durante la huelga de jugadores organizada por la Asociación Mutual de Futbolistas, que propició la introducción del profesionalismo en el fútbol argentino. Una vez logrado el cisma de la AAF y creada la máxima categoría de la Liga Argentina de Fútbol, Bartolucci aprovechó el traspaso gratuito para continuar su actividad en el fútbol amateur, trasladándose a Ferrocarriles del Estado. Algunos clubes profesionales se opusieron a él, también por razones políticas (era considerado anarquista y comunista, también en virtud de su papel en la huelga de 1931), y tuvo dificultades para encontrar espacio en los equipos de la LAF. 
Su única experiencia como profesional fue en el campeonato de 1933 con la camiseta de Tigre. 

### Palomita
Bartolucci quedó en la historia como quien bautizó la palomita.
Según el periodista uruguayo Diego Lucero, en un artículo publicado por el diario Clarín en 1960, Bartolucci empezó a ensayarla durante una tarde, mientras estaba bañándose en una laguna de la ciudad de Sarandí, luego de que un amigo le arrojase una pelota durante un salto, la cual impactó con la cabeza en el aire.
Se ponía un vendaje sobre su frente como protección para golpear el balón de tiento y la bautizó al ser consultado por la prensa asombrada: "Rechacé de palomita" por su parecido al vuelo del ave al extender los brazos lateralmente, después de un encuentro entre la Selección Argentina y el club Bologna de Italia en Buenos Aires el 15 de agosto de 1929.

## Trayectoria
| Equipo                   | País      | Período                     |
| ------------------------ | --------- | --------------------------- |
| Sportivo Buenos Aires    | Argentina | 1920-1923, 1924, 1925, 1926 |
| Sportivo Barracas        | Argentina | 1920, 1932, 1933            |
| Del Plata                | Argentina | 1923                        |
| Huracán                  | Argentina | 1925, 1926, 1927-1931       |
| Ferrocarriles del Estado | Argentina | 1931                        |
| Tigre                    | Argentina | 1933                        |
| All Boys                 | Argentina | 1934                        |

## Palmarés

### Torneos nacionales
| Título           | Equipo  | País      | Año  |
| ---------------- | ------- | --------- | ---- |
| Primera División | Huracán | Argentina | 1928 |

### Torneos internacionales
| Título       | Equipo              | Sede         | Año  |
| ------------ | ------------------- | ------------ | ---- |
| Copa América | Selección Argentina | Buenos Aires | 1929 |